# Sporathylacium
Sporathylacium é um gênero extinto de plantas terrestres conhecido pelos seus esporângios bivalves. É conhecido por depósitos carbonizados do Devoniano Inferior, sendo do tipo lagerstätten Brown Clee Hill. Foi listado como sendo um riniófito por Hao e Xue no ano de 2013.